# يان دوبسون
يان دوبسون (بالإنجليزية: Ian Dobson)‏ هو لاعب كرة قدم أسترالي، ولد في 3 أكتوبر 1957 في كينغستون أبون هال في المملكة المتحدة. لعب مع نادي هيرفورد وهال سيتي.